# Kochanowo (obwód brzeski)
Kochanowo (biał. Каханова; ros. Коханово) – wieś na Białorusi, w obwodzie brzeskim, w rejonie iwacewickim, w sielsowiecie Domanowo.
W dwudziestoleciu międzywojennym leżało w Polsce, w województwie nowogródzkim, w powiecie słonimskim, w gminie Byteń. Po II wojnie światowej w granicach Związku Sowieckiego. Od 1991 w niepodległej Białorusi.